# Rufoclanis jansei
Rufoclanis jansei är en fjärilsart som beskrevs av Richard P. Vari 1964. Rufoclanis jansei ingår i släktet Rufoclanis och familjen svärmare. Inga underarter finns listade.